# Hassi Fehal
Hassi Fehal è un comune dell'Algeria, situato nella provincia di Al-Mani'a.